# Phil Keen
Phil Keen, född 20 oktober 1983 i Reading i Berkshire, är en brittisk racerförare.
I september 2024 avslöjade Jeremy Clarkson att Keen varit karaktären the Stig i BBC:s motorprogram Top Gear mellan 2010 och 2022.